# Земомисл
Земоми́сл (Семомисл, пол. Siemomysł; ? — близько 960) — польський князь (930–960) з династії П'ястів, син Лєстка й онук Семовита.

## Життєпис
Роки життя і правління Земомисла невідомі. Гіпотетично він мав народитися близько 930 року (деякі дослідники вважають, що правління Земомисла було дуже коротким, а сам він народився близько 950 року). Земомислу зазвичай приписують політичне об'єднання земель полян, гоплян і мазовшан, хоч і не виключають, що об'єднання могло статися і під час правління його батька. Відповідно до гіпотези Генріха Ловмянського, у 954 році Земомисл підтримав повстання племені укран проти влади німців.
Згідно творів польських істориків XVI—XVII століть, достовірність яких сучасні історики піддають серйозному сумніву, Земомисл надавав допомогу Олегу Моравському, нібито, близькому родичу князів Русі з династії Рюриковичів.

## Дружина та діти
Ім'я дружини чи дружин князя Земомисл невідомо. За однією з версій, його дружиною була дочка князя ляхів Влодіслава, данника Давньоруської держави. Тим часом, недолік джерел не дозволяє говорити про цю версію скільки-небудь серйозно. Згідно чеської хроніки Вацлава Гаека, матір'ю Мешко I була Ґорка, ім'я якої в інших джерелах не зустрічається, проте це твердження піддав сумнівам ще Бальцер.
Діти
- Мешко I (нар. бл. 935, пом. 25 травня 992) — князь Польщі бл. 960(?) — 992;
- Невідомий син (нар. ?) — помер у 964 або 965 (за Бальцером, у 963 році). Існує ймовірність того, що він може також бути старшим зведеним братом Мешка I, місце його поховання невідоме[4].
- Чтібор (нар. ? — пом. після 24 червня 972).

Відомо про трьох синів Земомисла. Ймовірно, старшим був Мешко, який став князем після смерті батька, хоча старшим міг би і померти у 964 чи 965 роках (за Бальцером, у 963 році) невідомий на ім'я син. Молодшим сином Земомисла був Чтібор.
Цілком можливо, що дочкою Земомисла була дружина невідомого на ім'я князя поморян. Ця версія заснована в тому числі і на тому факті, що ім'я Земомисл носив поморський князь, згадуваний в джерелах у 1046 році. Тим часом, деякі дослідники вважають, що вона була дочкою Мешка I.
Освальд Бальцер в своїй «Генеалогія П'ястів» приписував Земомислу сина Прокуя, який, як вважається нині, не має відношення до династії П'ястів, і дочка Аделаїду, легендарну «Білу княгиню»  популярний образ в ранній польської історіографії.

## Родовід
| Земовит нар. ? пом. ? | Земовит нар. ? пом. ? |                                     |                                     | Невідомий нар.. ? пом. ? | Невідомий нар.. ? пом. ? |  |  | Невідомий нар.. ? пом. ? | Невідомий нар.. ? пом. ? |                          |                          | Невідомий нар.. ? пом. ? | Невідомий нар.. ? пом. ? |
|                       |                       |                                     |                                     |                          |                          |  |  |                          |                          |                          |                          |                          |                          |
|                       |                       |                                     |                                     |                          |                          |  |  |                          |                          |                          |                          |                          |                          |
|                       |                       | Лєстек нар.. ? пом. бл. 930—940 (?) | Лєстек нар.. ? пом. бл. 930—940 (?) |                          |                          |  |  |                          |                          | Невідомий нар.. ? пом. ? | Невідомий нар.. ? пом. ? |                          |                          |
|                       |                       |                                     |                                     |                          |                          |  |  |                          |                          |                          |                          |                          |                          |
|                       |                       |                                     |                                     |                          |                          |  |  |                          |                          |                          |                          |                          |                          |
|                       |                       |                                     |                                     |                          |                          |  |  |                          |                          |                          |                          |                          |                          |

|                                         |                                         | 1 декілька дружин                      | 1 декілька дружин                      | Земомисл (нар.. бл. IX/X w. пом. бл. 950—960) | Земомисл (нар.. бл. IX/X w. пом. бл. 950—960) | 2 Невідомий (Ґорка?) нар.. ? пом. ? OO ? | 2 Невідомий (Ґорка?) нар.. ? пом. ? OO ? |  |  |
|                                         |                                         |                                        |                                        |                                               |                                               |                                          |                                          |  |  |
|                                         |                                         |                                        |                                        |                                               |                                               |                                          |                                          |  |  |
|                                         | 1,2                                     |                                        | 1,2                                    |                                               | 1,2                                           |                                          | 1,2                                      |  |  |
| Мешко I нар.. бл. 922—945 пом. 25.5.992 | Мешко I нар.. бл. 922—945 пом. 25.5.992 | Невідомий син нар.. ? пом. 964 абр 965 | Невідомий син нар.. ? пом. 964 абр 965 | Чтібор нар.. ? пом. після 24.6.972            | Чтібор нар.. ? пом. після 24.6.972            | Невідомий, Ґорка? нар.. ? пом. ?         | Невідомий, Ґорка? нар.. ? пом. ?         |  |  |